# حسن‌آباد (کبودرآهنگ)
الگو:جعبه اطلاعات روستای ایران مالک روستا
حسن‌آباد (کبودرآهنگ)، روستایی از توابع بخش گل‌تپه شهرستان کبودرآهنگ در استان همدان ایران است.

## جمعیت
این روستا در دهستان علی‌صدر قرار دارد و براساس سرشماری مرکز آمار ایران در سال ۱۳۹۵، جمعیت آن ۱۵۲ نفر (۳۱خانوار) بوده‌است.